# 吉島 (広島市)
吉島（よしじま）は、広島市中区に位置する地区である。この項目では、かつて「吉島」の一部であった「羽衣町」及び「光南」についても記述する。

## 概要

### 地理
広島県を流れる太田川の河口部に位置し、北側に住吉神社のある中区住吉町（すみよしちょう）があり、南側は広島湾、西側は旧太田川（本川）を挟んで中区江波（えば）地区、東側は元安川を挟んで中区千田町と隣接している。平和記念公園のある中区中島町から南吉島までの旧太田川（本川）と元安川に挟まれた地域が陸続きとなっており、広義には概ね住吉町以南から南吉島までの地域を指す。

### 歴史
広島城築城以前の吉島は「葭島」（よしじま）と呼ばれる広島湾頭の小さな砂州に過ぎなかった。しかし藩政期に入り、1661年頃に中島・水主町以南の広島湾を埋め立て「水主町新開」（かこまちしんがい）および「吉島新開」（よしじましんがい）が開発されると地続きになった。吉島新開は明治期までに現在の吉島東・吉島西地区の大部分が造成され（当時の海岸線の一部が現在のカーブした街路に残っている）、1882年に吉島村、さらに1916年に吉島町と改称されている。戦時期の1940年にはさらに沖合（現在の吉島新町・光南に相当）が埋め立てられ、陸軍飛行場が建設された。第二次世界大戦後にも埋め立てがなされ、現在の南吉島の一部となった。

## 町名

### 町名の由来
先述のように古くは「葭島」とも表記した吉島の名は「葭の茂っている中州」を意味すると言われる。

### 変遷
羽衣町を含む現在の吉島地区は、かつては「吉島新開」（- 1882年）⇒「吉島村」（1882 - 89年）⇒「（大字）吉島」（1889 - 1916年）⇒「吉島町」（1916年 - ）として、1933年吉島町・吉島羽衣町・吉島本町に分割されるまでは一つのまとまった町域であった。
以下、新旧町名の異同を記す（強調は現在の町名）。
- 旧「吉島町」（よしじまちょう）
  - 吉島町（よしじまちょう）
- 旧「吉島羽衣町」（よしじまはごろもまち） - 1965年4月、一部を吉島町に編入し町名変更。
  - 羽衣町（はごろもちょう）
- 旧「吉島本町」（よしじまほんまち） - 1967年9月、町域を5分割し町名変更。
  - 吉島西（よしじまにし）1〜3丁目
  - 吉島東（よしじまひがし）1〜3丁目
  - 吉島新町（よしじましんまち）1・2丁目
  - 光南（こうなん）1〜6丁目
  - 南吉島（みなみよしじま）1・2丁目

## 施設

### 公共施設
- 広島市吉島公民館（吉島西）
- 広島市吉島児童館（吉島西）
- 広島市吉島東児童館（吉島東）
- 広島刑務所（吉島町）

1888年水主町の監獄が移転し「広島監獄」となったのが起源。
- 広島営林局（吉島東）
- 広島市下水道局吉島ポンプ場
- 広島市中環境事業所（南吉島）
- 広島県警察本部光南庁舎
- 広島少年鑑別所
- 広島ボートパーク - 吉島南水面貯木場跡地に完成したマリーナ。みなとオアシス広島[1]の施設の一つとして2007年10月1日より供用開始。「よしじま海の駅」としてビジターの利用も可能。

### 教育機関
- 広島市立吉島中学校（吉島東）

「広島市立大手町中学校」として広島市大手町(現在の広島市中区大手町)に創立。1982年に吉島の現在地に移転し、吉島中学校に改称した。
- 広島市立吉島小学校（吉島西）
- 広島市立吉島東小学校（吉島東）

広島市立吉島中学校隣に所在。
- 広島県立広島南特別支援学校（吉島東）
- 吉島幼稚園（光南）
- 慈光幼稚園（吉島西）
- ポリテクセンター広島（光南）

### スポーツ施設
- 吉島屋内プール（南吉島） - 光南にあったが2023年8月末で閉場、2023年9月末に南吉島に移転[2][3][4]。
- 広島市吉島体育館（吉島西）

### 医療機関
- 国家公務員共済組合連合会吉島病院（吉島東）

### 宗教施設
- 吉島稲生（いなり）神社（吉島西）

境内に被爆木がある。

### 公園
- 吉島公園(羽衣町)　南大橋近くにある。花見の名所でもある。
- 吉島西第二公園(吉島西2丁目)

### 主な企業
- 広島バス本社
- 三島食品本社
- モンテカルロ本社 - カー用品店。吉島店も同所にある。イエローハットの完全子会社。

### 商業施設
- スーパーマーケット
  - スパーク光南店
  - フレスタ吉島店
  - マルシェー光南店　
  - アーベル吉島店

### かつて存在していた施設
- 吉島飛行場（現・光南）

1940年頃、本来工業港建設のため埋め立てられていた土地に陸軍の飛行場を設営したもの。戦前期においては軍用であったが広島市内唯一の飛行場であった。被爆後2日後の1945年8月8日に大本営から派遣された仁科芳雄を団長とする調査団は、空路にてこの飛行場に着陸し上空から見た被害状況から原子爆弾による爆撃であることを認定した。戦後廃止され、滑走場などの跡地は広島県に払い下げられ宅地化した。現在の光南地区の全域および吉島新町の一部である。
- 萬象園（現・羽衣町）

1657年、広島藩家老の三原浅野家が藩主浅野光晟から下賜された地に別邸を築き造営した回遊式庭園で、2002年に閉園された。現在、跡地は高齢者複合施設「広島萬象園」となっている（詳細は広島藩の庭園#萬象園参照）。
- 貯木場

元安川河口にあった。かつて広島市の本川・元安川沿岸は木材の一大集積場であり、太田川デルタの北端に近い西区の楠木町から河口の吉島・舟入地区まで、数十軒の材木商が軒を並べていたが、貯木場の廿日市木材港への移転と市街地の再開発により、広島市内の材木商はほとんど無くなっている。吉島地区の貯木場跡地は広島高速3号線（広島南道路）の橋梁用地および広島ボートパークとなっている。

## 祭り・行事
- エコまつり 環ッハッハinよしじま

2004年に南吉島の中工場（廃棄物処理施設）を新しくしたことを機会に｢ゴミゼロ｣をテーマに｢市民｣｢企業｣｢行政｣が共同で実施する手作りのイベント。
- 吉島神社では秋に祭りが行われる

## 交通
広島バスが路線バスの24号（吉島線）、50号（東西線）を運行している。
- 24号 吉島線（広島駅 - 八丁堀 - 紙屋町 - 本通り - 平和記念公園方面 - 住吉町 - 吉島町 - 吉島2丁目 - 光南町 - 吉島営業所/吉島病院）[注釈 1]
  - 昼間時間帯は1時間に6本（土日祝は4-5本）前後を運行
  - （紙屋町方面） - 吉島町 - 羽衣町 - 吉島1丁目 - 吉島2丁目 - 広島南特別支援学校前 - 吉島病院入口 - 光南町 - 広島バス本社前 - 南吉島 - 吉島営業所
  - （紙屋町・吉島町方面） - 光南町 - 吉島アパート前 - 吉島病院
- 50号 東西線（広島駅 - 御幸橋 - 吉島西 - 舟入南 - 観音新町 - 庚午 - 草津 - アルパーク）
  - （御幸橋方面） - 吉島東（御幸橋方向のみ） - 吉島西 - （舟入南方面）
  - 昼間時間帯は1時間に2本運行
  - 吉島西バス停・吉島東バス停の近くに吉島2丁目バス停（24号線）がある
- 201,202号 西風みなとライン（広島バスが土日祝日に運行）
  - 広島港桟橋 - ベイシティ宇品 - 吉島西 - 舟入南 - 観音新町 - 庚午住宅入口 - 草津 - アルパーク
  - アルパークでジアウトレット広島方面へ乗り継ぎ可。

## 道路
- 広島南道路
  - 国道2号線（平面部）
    - 江波大橋

  - 広島高速3号線（高架部）
    - 元安川大橋
    - 本川大橋
    - 吉島出入口
- 広島市道駅前吉島線（駅前通り）
  - 南大橋
- 広島市道中島吉島線（吉島通り）
- 広島市道霞庚午線
  - 南千田橋
  - 吉島橋
- 広島市道吉島観音線
  - 舟入橋
  - 南大橋

ほか

## 出身有名人
- 相沢紗世 - 女性ファッションモデル、タレント、女優。
- 渕上里奈 - 女性ローカルアイドルMMJ、タレント。